# Dino Dizdarevic
Dino Dizdarevic (* 18. März 1995 in Mülheim an der Ruhr) ist ein deutscher Basketballspieler.

## Laufbahn
Dizdarevic spielte als Jugendlicher für die Franken Hexer in der Jugend-Basketball-Bundesliga. Später kam er in unterschiedlichen Mannschaften des Nachwuchsnetzwerkes des Bundesligisten Brose Bamberg zum Einsatz. Im Spieljahr 2011/12 gab er seinen Einstand in der 2. Bundesliga ProB im Hemd des TSV Breitengüßbach. 2012 gewann er mit der U19-Mannschaft Breitengüßbachs den deutschen Meistertitel. Ab 2013 spielte er für den 1. FC Baunach, der ebenfalls dem Bamberger Bundesligisten als Fördermannschaft für seine Nachwuchsspieler dient. Mit Baunach stieg Dizdarevic 2014 von der 2. Bundesliga ProB in die 2. Bundesliga ProA auf.
Im Hinblick auf die Saison 2017/18 wurde er vom thüringischen Bundesliga-Neuling Oettinger Rockets unter Vertrag genommen. Er wurde in 26 Bundesliga-Partien von den Thüringern eingesetzt und erzielte einen Punkteschnitt von 2,4 je Begegnung. Am Ende der Saison stieg er mit der Mannschaft aus der ersten Liga ab.
Dizdarevic nahm im Sommer 2018 ein Angebot des BBC Coburg (2. Bundesliga ProB) an, dort wurde er bei der Vorstellung als „Königstransfer“ bezeichnet. Er verließ Coburg nach einem Jahr. Im Dezember 2019 stieß er zum Aufgebot der zweiten Herrenmannschaft des FC Bayern München (2. Bundesliga ProB). Er spielte bis November 2020 für den FCB.

### Nationalmannschaft
Dizdarevic nahm mit den deutschen Jugendnationalmannschaften an der U16-Europameisterschaft 2011 sowie der U20-EM 2015 teil.